# Eumida longicirrata
Eumida longicirrata är en ringmaskart som beskrevs av Hartmann-Schröder 1975. Eumida longicirrata ingår i släktet Eumida och familjen Phyllodocidae. Inga underarter finns listade i Catalogue of Life.